# Anurolimnas castaneiceps
Anurolimnas castaneiceps là một loài chim trong họ Rallidae.